# Концерт на екрані
«Концерт на екрані» — радянський фільм-концерт 1940 року, знятий режисером Семеном Тимошенком на кіностудії «Ленфільм».

## Сюжет
Фільм-концерт. У програмі сцени з вистав, балетів і опер, народні пісні та романси, Б. Едер з групою дресированих левів, ляльковий театр С. Образцова, танці солістів ансамблю І. Моїсеєва. Конферанс веде Микола Черкасов.

## У ролях
- Микола Черкасов — ведучий концерту, танець Пата в номері «Чарлі Чаплін, Пат і Паташон», Варлаам в сцені з «Бориса Годунова»
- Наталія Дудинська — в номерах «Баядерка», «Серце гір»
- Вахтанг Чабукіані — в номерах «Баядерка», «Серце гір»
- Іван Москвін — зловмисник Денис Григор'єв і слідчий, сюжет за оповіданням А. П. Чехова «Зловмисник»
- Кетеван Джапарідзе — виконавиця пісні, пісня «Суліко»
- Петро Берьозов — Чарлі Чаплін, в номері «Чарлі Чаплін, Пат і Паташон»
- Роман Юр'єв-Лунц — Паташон, в номері «Чарлі Чаплін, Пат і Паташон»
- Іван Папанін — глядач на балконі
- Володимир Хенкин — в номері «Чоловік» Михайла Зощенка
- Сергій Образцов — виконавець музичного номера з ляльками, романси «Ми тільки знайомі, як дивно», «З тобою наодинці» і «Повернись, я все пробачу»
- Борис Едер — цирковий номер з левами
- Леонід Утьосов — виконавець пісень, стара матроська пісня «Розкинулося море широко», комічна пісня «Пароплав», білоруська застільна пісня «Будьте здорові, живіть багато!»
- Едіт Утьосова — виконавиця пісні, білоруська застільна пісня «Будьте здорові, живіть багато!»
- Ісаак Дунаєвський — автор пісні і диригент, пісня про героїв Хасана текст В. Лебедєв-Кумач

## Знімальна група
- Режисер — Семен Тимошенко
- Сценарист — Семен Тимошенко
- Оператори — Володимир Данашевський, Анатолій Назаров
- Композитор — Ісаак Дунаєвський
- Художники — Семен Мандель, Яків Рівош